# Krzysztof Arciszewski

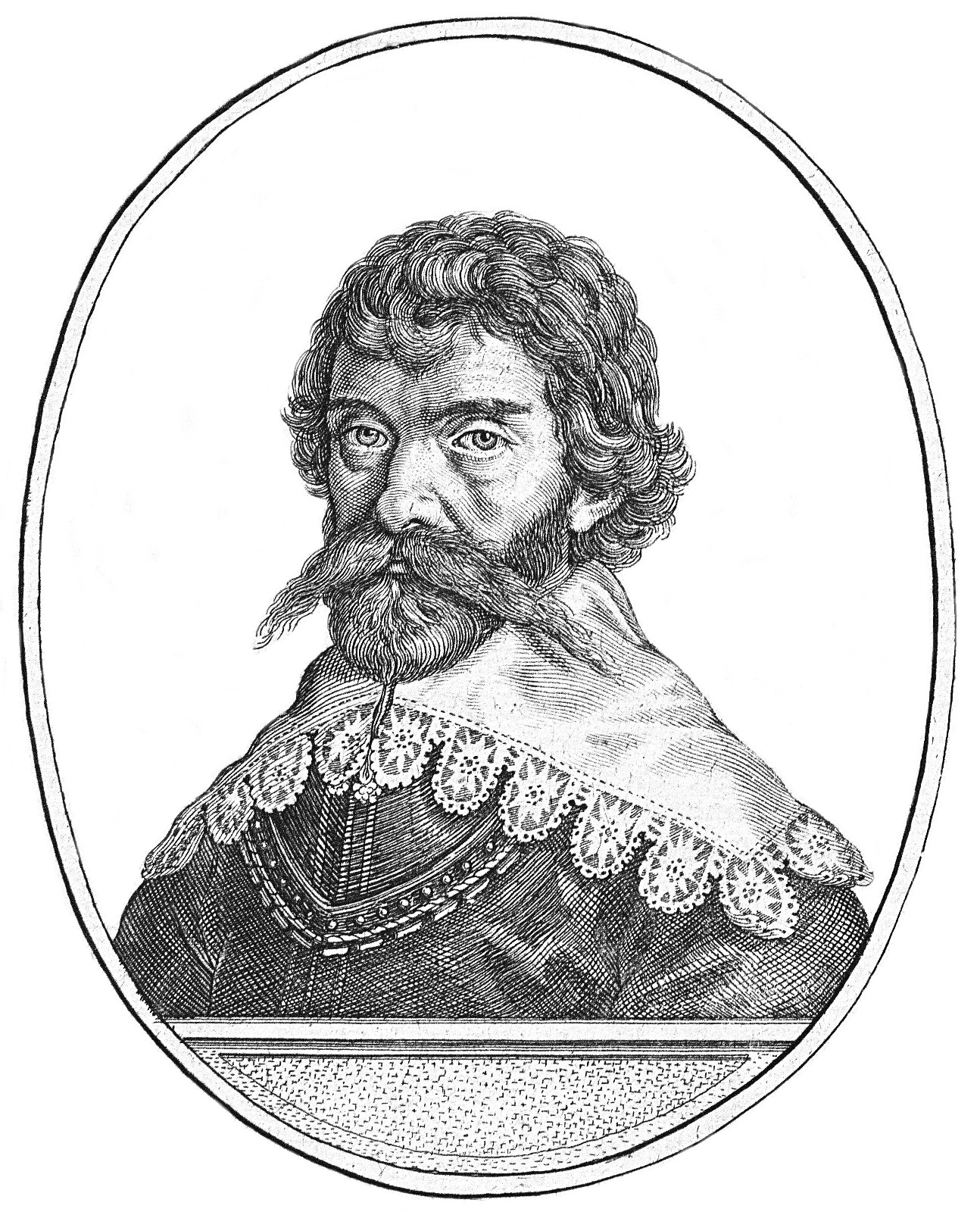
Krzysztof Arciszewski

Krzysztof Arciszewski (* 9. Dezember 1592 in Rogalin; † 7. April 1656 bei Danzig, Königreich Polen) war ein polnischer Adeliger, Militärführer, Ingenieur, Ethnograph, General der polnischen und holländischen Artillerie und ab 1637 Vize-Gouverneur und Admiral von Niederländisch-Brasilien.

## Leben
Als junger Mann wurde Arciszewski aus dem Königreich Polen wegen eines begangenen Mordes verbannt. Er ging nach Holland, wo er sich in Den Haag niederließ. Durch die Unterstützung von Fürst Krzysztof Radziwiłł begann er das Artillerie-Handwerk, Militäringenieurwesen und Navigation an der Universität Leiden zu studieren.
Nach dem Studium ging er 1629 im Auftrag der Niederländischen Westindischen Handelskompanie nach Brasilien, wo man ihn zum Vize-Gouverneur und Hauptmilitärführer ernannte.
Er kehrte 1646 nach Polen zurück, wo er General der Artillerie wurde und am 7. April 1656 bei Danzig verstarb.